# Sigurjón Ólafsson
Sigurjón Ólafsson (* 1908 in Eyrarbakki; † 1982) war ein isländischer Bildhauer.

## Leben
Sigurjón wuchs in Island auf. 1928 ging er nach Dänemark, trat in die Königlich Dänische Kunstakademie ein und machte 1935 seinen Abschluss. In dieser Zeit hatte er einen Studienaufenthalt in Rom.
1945 kehrte Sigurjón nach Island zurück. Er lebte und arbeitete in Laugarnes in Reykjavík und erhielt zahlreiche Aufträge.
Gerður Helgadóttir war eine Schülerin von Sigurjón.
Sigurjón war mit Birgitta Spur verheiratet, die das Sigurjón-Ólafsson-Museum in Reykjavík leitet.

## Werk
1934/35 arbeitete Sigurjón an einem 3 m mal 4 m großen Relief (Saltfiskstöflun), das sich der isländischen Arbeiterklasse widmete. 1939 schuf er seine erste abstrakte Skulptur, die den Titel Maður og kona (dt. „Mann und Frau“) erhielt.
Anfang der 1940er Jahre arbeitete Sigurjón an zwei Steinskulpturen für den Markt der dänischen Stadt Vejle.
Nach seiner Rückkehr nach Island gestaltete Sigurjón unter anderem ein 90 m langes Relief am Búrfell-Kraftwerk (1966–69), sowie achtzehn Werke in der Stadt Reykjavík, darunter Öndvegissúlur (dt. „Thronsäulen“, 1971) in Höfði und Íslandsmerki (dt. „Emblem Islands“, 1972/73).
Seine Werke wurden in Island, Dänemark, Schweden, Italien und in den Vereinigten Staaten ausgestellt.

Statue für Ólafur Thors am Tjörnin in Reykjavík
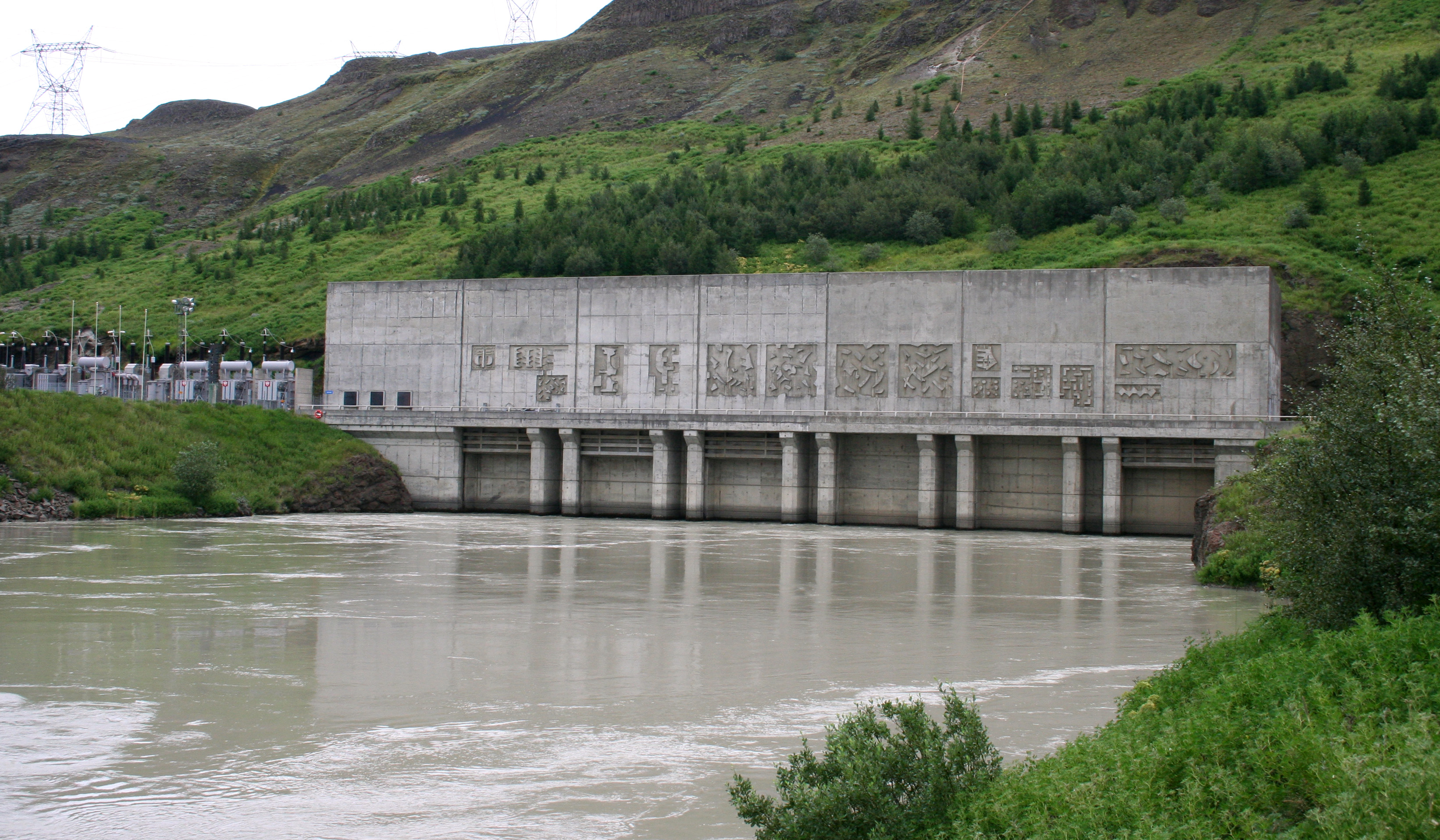
Relief des Búrfell-Kraftwerks
Denkmal für Friðrik Friðriksson in Reykjavík

## Würdigung und Auszeichnungen
- 1930 erhielt Sigurjón die Goldmedaille der Königlich Dänischen Kunstakademie für seine Skulptur Verkamaður (dt. „Arbeiter“).
- 1939 wurde ihm der Eckersberg-Preis für sein Werk Móðir mín (dt. „Meine Mutter“) verliehen.
- In Laugarnes in Reykjavík befindet sich ein dem Künstler gewidmetes Museum.[1]